# Интернет-преступность
Интернет-преступность — противоправные общественно опасные деяния, совершенные с использованием сети Интернет.
К Интернет-преступлениям могут быть отнесены некоторые составы преступлений, относящихся к киберпреступности, а также преступления, не относящиеся к киберпреступности, но совершаемые с помощью сети Интернет.

## Общая характеристика
Под интернет-преступлениями понимаются противоправные общественно опасные деяния, совершенные с использованием сети "Интернет", характеризующиеся высокой латентностью, транснациональностью, неперсонофицированностью, стремительным ростом.
Преступники могут, в частности, создавая и используя вредоносные программы и сети зараженных компьютеров, организовать DDoS-атаки на серверы компаний, расположенных в разных странах, и выводить их из строя, после чего за прекращение этих атак требовать перечислить им деньги.
Для интернет-преступлений характерной является ситуация, когда часть альтернативных действий, входящих в объективную сторону преступления, была совершена на территории одной страны, а другая часть — на территории другой страны. Примером могут служить мошеннические операции путём выставления счетов за не оказанные услуги (кремминг).
Преступления в сети Интернет либо с использованием сети Интернет относятся к преступлениям в сфере информационных технологий и могут включать: распространение вредоносных вирусов, взлом паролей, кражу номеров кредитных карточек и других банковских реквизитов (фишинг), а также распространение через Интернет противоправной информации (клеветы, материалов порнографического характера, материалов, возбуждающих межнациональную и межрелигиозную вражду и т.п.).
Одним из наиболее опасных и распространенных преступлений, совершаемых с использованием Интернета, является мошенничество. Так, в письме Федеральной комиссии по рынку ценных бумаг от 20 января 2000 г. N ИБ-02/229, указывается, что инвестирование денежных средств на иностранных фондовых рынках с использованием сети Интернет сопряжено с риском быть вовлеченными в различного рода мошеннические схемы
Другой пример мошенничества - интернет-аукционы, в которых сами продавцы делают ставки, чтобы поднять цену выставленного на аукцион товара.

## Распространение в мире

### Россия
В соответствии с действующим уголовным законодательством Российской Федерации Интернет-преступность относится к категории преступлений в сфере компьютерной информации. Данная группа посягательств являются институтом особенной части уголовного законодательства России, ответственность за их совершение предусмотрена гл. 28 УК РФ. В качестве самостоятельного института впервые выделен УК РФ 1996 года и относится к субинституту «Преступления против общественной безопасности и общественного порядка». Видовым объектом рассматриваемых преступлений являются общественные отношения, связанные с безопасностью информации и систем обработки информации с помощью ЭВМ.
В России борьбой с преступлениями в сфере информационных технологий занимается Управление «К» МВД России и отделы «К» региональных управлений внутренних дел, входящие в состав Бюро специальных технических мероприятий МВД РФ.

### США
Законом о мошенничестве и злоупотреблении с использованием компьютеров предусмотрена уголовная ответственность за мошеннические действия с использованием компьютера.
Получили распространение аферы, связанные с продажей доменных имен: производится массовая рассылка электронных сообщений, в которых, например, сообщают о попытках неизвестных лиц зарегистрировать доменные имена, похожие на адреса принадлежавших адресатам сайтов и владельцам сайтов предлагается зарегистрировать ненужное им доменное имя, чтобы опередить этих лиц. Так, вскоре после терактов 11 сентября 2001 г. Федеральная торговая комиссия США отметила факт массовой продажи доменных имен зоны «usa».

### Япония
Уголовно-правовые санкции за компьютерные преступления содержатся помимо Уголовного кодекса Японии также в Законе о несанкционированном проникновении в компьютерные сети, в котором, например, предусмотрена уголовная ответственность за незаконное проникновение в компьютерные системы и информационные сети с целью кражи, порчи информации, а также их использование с целью извлечения дохода и причинение ущерба законным владельцам.

### Великобритания
Ответственность за компьютерные преступления установлена в статутах, принятых Парламентом. К основным актам, устанавливающим ответственность за компьютерные преступления, можно отнести: Закон о злоупотреблениях компьютерами 1990 г., Закон о телекоммуникациях 1997 г., Закон о защите данных 1998 г., Закон об электронных коммуникациях 2000 г. и др.

## Международное сотрудничество
Основным документом, определяющим принципы и механизмы международного сотрудничества, границы криминализации, стандарты для развития национальных норм и международных инструментов противодействия киберпреступности, является Конвенция Совета Европы по киберпреступности (ETS N 185), подписанная в Будапеште 23 ноября 2001 г.
Российская Федерация отказалась присоединяться к Конвенции.
Международное взаимодействие в борьбе с интернет-преступностью осложнено, в частности, трудностями расследования данного вида преступлений (необходимость быстрого анализа и возможности сохранения электронных данных в качестве доказательств), а также соблюдением принципа «nullum crimen, nulla poena sine lege» — «Без закона нет ни преступления, ни наказания» применительно к ситуациям, когда преступление совершено в одной стране, а к уголовной ответственности лицо привлекается в другой. В данном случае действует принцип двойной криминализации деяния как в стране, против интересов которой совершено преступление, так и в стране, где лицо, совершившее преступление, привлекается к уголовной ответственности.
К сложностям Интернет-преступлений также относят то, что интернет-преступления часто совершаются на территории нескольких стран; и нет ясности, территорию какой страны следует признавать местом совершения преступления: место расположения оборудования (сервера), место нахождения лиц, совершивших преступление, или место наступления последствий преступления. Место наступления вредных последствий общественно опасного деяния также имеет значение для квалификации деяния. Последствия совершения преступления могут наступить в месте, отличном от размещения компьютерной информации, а также на территории различных государств.